# Arts and Industries Building
The Arts and Industries Building ist das zweitälteste Museum des Smithsonian an der National Mall in Washington, D.C.  Der ursprüngliche Name war National Museum, es wurde gebaut, um dem Smithsonian die erste Möglichkeit zur öffentlichen Ausstellung seiner wachsenden Sammlungen zu geben. Das von den Architekten Adolf Cluss und Paul Schulze entworfene Gebäude wurde im Jahr 1881 eröffnet, als dort der Ball zu Ehren der Inauguration von Präsident James A. Garfield stattfand.
Das Gebäude wurde symmetrisch konzipiert, bestehend aus einem griechischen Kreuzes mit einer zentralen Rotunde. Die Außenseite ist mit geometrischen Mustern aus mehrfarbigen Ziegelsteinen verziert. Über dem Haupteingang an der Nordseite wurde die Skulptur Columbia schützt Wissenschaft und Industrie vom Bildhauer Caspar Buberl angebracht. Das Innere des Gebäudes wurde teilweise durch den Einsatz von Oberlichtern und Lichtgaden beleuchtet.  1883 wurde die Fassade durch den Einsatz von mehr kastanienfarbigen Ziegelsteinen dynamischer gestaltet.

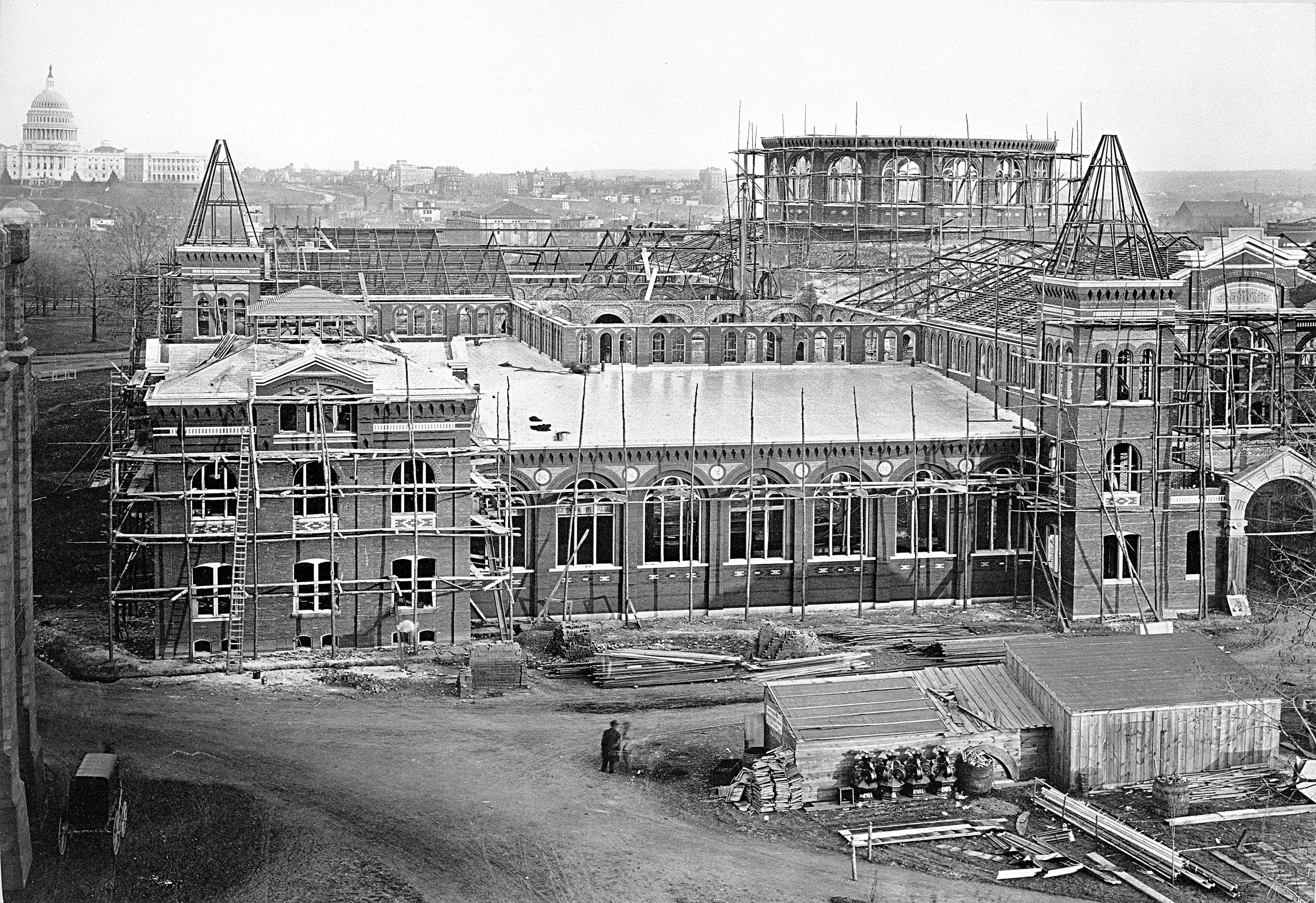
Bau des Arts and Industries Building im Jahr 1879

Im Jahr 1910 wurden die naturgeschichtlichen Sammlungen in das neue National Museum of Natural History verlegt, und das alte Museum erhielt seinen heutigen Namen. 1964 wurden die verbleibenden Ausstellungen in das National Museum of History and Technology, heute als National Museum of American History bekannt, verlagert. Am 11. November 1971 wurde das Arts and Industries Building als National Historic Landmark verzeichnet und im National Register of Historic Places verzeichnet. Im Jahr 1976 wurde das Arts and Industries Building mit der Ausstellung  1876: Eine Jahrhundertausstellung mit Objekten aus der ganzen Welt, die 1876 auf der Centennial Exposition in Philadelphia gezeigt wurden. Das Gebäude beherbergt später wechselnde Ausstellungen und ein Kindertheater, das Discovery Theater. Im Jahr 2004 wurde das Museum erneut für Renovierungsarbeiten geschlossen. Die ungewisse Zukunft und der sich verschlechternde Zustand veranlassten die Leitung der National Trust for Historic Preservation es im Jahr 2006 als eines der America's Most Endangered Places listen, eine jährlich erscheinende Liste der bedrohtesten historischen Stätten in den USA.